# Sid Atkinson
Pour les articles homonymes, voir Atkinson.
Sidney « Sid » Atkinson (né le 14 mars 1901 à Durban et mort le 31 août 1977 dans la même ville) est un athlète sud-africain.

## Palmarès

### Jeux olympiques
- Jeux olympiques d'été de 1924 à Paris  France:
  -  Médaille d'argent sur 110 m haies.
- Jeux olympiques d'été de 1928 à Amsterdam  Pays-Bas:
  -  Médaille d'or sur 110 m haies.